# Sárgabóbitás kakadu
A sárgabóbitás kakadu (Cacatua galerita) a madarak (Aves) osztályának papagájalakúak (Psittaciformes) rendjébe, ezen belül a kakadufélék (Cacatuidae) családjába tartozó faj.

## Származása, elterjedése
Ausztrália északi, déli és délkeleti területein honos a York-félszigettől Tasmaniáig, valamint a partjaik előtti szigetek némelyikén. Előfordul Indonézia egyes szigetein és Pápua Új-Guineában is.
Betelepítették Új-Zélandra is.

## Alfajai
- Cacatua galerita galerita – Ez a törzsalak, Tasmaniában, a King-szigeten és az ausztrál kontinens java részén ez az alfaj él.
- Cacatua galerita fitzroyi – északi sárgabóbitás kakadu; A törzsalaknál valamivel kisebb, fülén, pofa- és tokatájékán több a sárga szín; szemgyűrűje halványkék. Élőhelye Észak-Ausztrália, a Fitzroy folyó és a Carpentaria-öböl között, valamint a környező szigetek.
- Cacatua galerita triton – Triton kakadu; A törzsalaknál kisebb, bóbitatollai szélesebbek, szemgyűrűje égszínkék. Új-Guinea szigetén a központi hegységrendszert kivéve gyakori faj, megtalálható még a Geelvink-öböl szigetein, valamint Trobriard, Woodlark, Ceramlaut, Goramlaut szigetén és a Palau szigeteken is.
- Cacatua galerita eleonora – Az előbbi alfajra nagyon hasonlít, de csőre lényegesen kisebb. Kizárólag az Aru-szigeteken él.

## Megjelenése
Testhossza 45-51 centiméter, a hím tömege 820-920 gramm, a tojóé 840-970 gramm. Tollazata fehér, de — amint ezt neve is jelzi — hosszú, felálló, hátrafelé keskenyedő bóbitája (és fültájéka) kénsárga. Evezőtollai és kormánytollai alsó felületén a belső zászló halványsárga. Csőre fekete, a lába sötétszürke. Természetes hangja éles, rikoltó. A hím írisze (szivárványhártya) fekete, a tojóé vörösesbarna. A szem körül csupasz, fehér gyűrű alakult ki. A valamivel kisebb tojó csőre is kisebb, a csőr hegye rövidebb, tetőéle kerekebb. Emellett a tojó homloka szélesebb, a feje kerekebb, a szeme kevésbé előreugró.
|  |  |

## Életmódja, élőhelye
A ligetes vidékeket kedveli, víz közelében. Nappal aktív; párban vagy kis csapatokban él. Olykor nagyobb, több száz egyedből álló csapatok is kialakulhatnak. Általában a nyílt, magas fákkal körülvett terepet részesíti előnyben, de mindig vízközelben marad. Gyorsan, kis szárnycsapásokkal repül, időnként siklórepülésre vált. Hangja éles, rikácsoló. Tápláléka magokból, gyökerekből, gumókból, mogyoróból, különböző rovarokból, valamint ezek lárváiból tevődik össze. Ezeket többnyire a földön legelészve csipegeti fel. Eközben a csapat egyik tagja egy magas fán őrködik, és szükség esetén rikoltva figyelmezteti társait. Jelentős mezőgazdasági kártevőként csapatosan megszállja a gabona- és kukoricatáblákat is.

## Szaporodása
Költési időpontja változó, Új-Guineában februárban és márciusban költ, míg Ausztráliában a költés augusztus és január közé esik. A sárgabóbitás kakadu az eukaliptuszfák odvába rakja a fészkét. Évente egyszer költ; fészkelési ideje 60–70 nap. A fészekalj 2, ritkán 3 tojás, amelyeken a két szülő felváltva kotlik mintegy 30 napig. A költés idejére agresszívvé válnak. A fiókák 60-70 nap után repülnek ki.

## Tartása
Helyigényes; csak egészen nagy kalitkában vagy leginkább röpdében tartható. Párban tartva a röpde legalább 4 m²-es legyen. Ügyelni kell arra, hogy a 2 mm-nél vékonyabb drótokat el tudja csípni. Jól szelídíthető; megtanul beszélni, dallamot fütyülni, nevetést, köhögést utánozni. Játékos természetű. Egy szelídített példányt Konrad Lorentz sikerrel próbált szabadon tartani, és hívójelükre a madár visszaröpült hozzá.
Szívós; akklimatizálódás után fagymentes helyen a szabadban is átteleltethető. Kedvelt eleségei a répa, a krumpli, a főtt tojás és a gyümölcsök.
Fogságban 50 évnél tovább is elélhet. A faj talán leghíresebb példánya „Cocky Bennett” volt, aki több gazdát túlélt XVIII. századi (valószínűleg 1796) világra jövetelétől  1916-os haláláig. Egy londoni példány 137 évig élt.